# Ernesto Cardenal
Padre Ernesto Cardenal Martínez (Granada, 20 de janeiro de 1925 – Manágua, 1 de março de 2020) foi um escritor, sacerdote e teólogo nicaraguense.
Dissidente sandinista, considerado um dos mais importantes poetas da América Latina. Seu irmão, o jesuíta Fernando Cardenal, foi Ministro da Educação da Nicarágua.
No ensino médio estudou no "Colegio Centroamérica de los Jesuitas" em Granada. Depois estudou na "Facultad de Filosofía y Letras" da Universidad Nacional Autónoma de México (Unam), nessa época publicou seus primeiros poemas. Depois obteve doutorado na Universidade de Columbia em Nova Iorque.
Entre 1949 e 1950, viajou pela Europa. Em 1952, fundou una pequena editora de poesia denominada "El hilo azul". Em abril de 1954, participou de um movimento armado que tentou assaltar o Palácio Presidencial em Manágua, na época do regime de Anastásio Somoza (Rebelião de Abril).
Em 1957, decidiu tornar-se um monge trapista no Monastério de Nossa Senhora de Gethsemani, em Kentucky (EUA), onde foi discípulo de Thomas Merton. Depois passou dois anos no Monastério Beneditino de Cuernavaca (México). Em 1961, continuou seus estudos de teologia em La Ceja (Colômbia).
Foi ordenado padre em 1965 e depois ajudou a fundar uma comunidade religiosa em Mancarrón, uma ilha do arquipélago de Solentiname, no Lago Nicarágua, que se tornou um foco de resistência à ditadura dos Somoza. Em 1970, viajou à Cuba e aderiu ao marxismo, cujo ideal de uma sociedade sem classes seria semelhante, para ele, ao cristianismo das origens. Depois da comunidade religiosa, onde residia, ter sido destruída pela Guarda Nacional da Nicarágua, juntou-se à Frente Sandinista de Nacional de Libertação (FSLN), onde ficou conhecido como "El Padre", pelos jovens guerrilheiros.
Em julho de 1979, com a chegada dos sandinistas ao poder, integrou a Junta de Governo como Ministro de Cultura, função que exerceu até 1987.
Em 1983, durante a visita do Papa João Paulo II à Nicarágua, ajoelhou-se perante este, no tapete de recepção no Aeroporto de Manágua. Diante das câmaras de televisão, o Papa censurou Cardenal veementemente, agitando-lhe o indicador, intimando-o a abandonar o cargo de ministro, atitude que foi considerada por muitos como uma humilhação pública.
Seis anos depois, em 1985, foi suspenso "ad divinis" pelo Vaticano, que considerou incompatível a sua missão sacerdotal com o seu cargo político.
Em 1994, rompeu com a FSLN.
Em 2005, Cardenal foi candidato ao Prémio Nobel de Literatura e, entre outras distinções, recebeu o Prémio Rubén Darío, o mais importante das letras nicaraguenses (em 1965), a Ordem cubana "Haydeé Santamaría" (1990) e o Prémio da Paz dos livreiros alemães (1980).
Em 2009, recebeu o Prêmio Iberoamericano de Poesia Pablo Neruda.
Em 2012, recebeu o Prêmio Rainha Sofia de Poesia Iberoamericana.
Em 2013, era um crítico do governo de Daniel Ortega apoiado pela FSLN, tendo inclusive intitulado o terceiro tomo das suas memórias como "A Revolução Perdida". Nesse ano também lhe foi concedida a honraria da Legião de Honra pelo governo francês.
Em 2014, recebeu o Prêmio Theodor-Wanner, do "Institut für Auslandsbeziehungen" de Stuttgart (Alemanha). Trata-se de um prêmio instituído em 2009 para pessoas que fizeram algo de notável para o diálogo entre as culturas.
Em fevereiro de 2019, o Papa Francisco retirou todas as sanções canônicas aplicadas ao Ernesto Cardenal, reintegrando-o plenamente à Igreja Católica Romana.
Morreu no dia 1 de março de 2020, aos 95 anos. A missa de corpo presente foi profanada por sandinistas, obrigando os familiares a retirarem o caixão pela lateral da catedral de Manágua. O corpo foi, em seguida, cremado e levado para Solentiname, arquipélago paradisíaco no Grande Lago da Nicarágua, onde Cardenal fundou uma comunidade de artistas, artesãos e religiosos.

## Da sua obra poética destacam-se
- La ciudad deshabitada, (1946)
- Hora 0, (1960)
- Getsemany KY, (1961)
- Salmos, (1964)
- Oración por Marilyn Monroe y otros poemas, (1965)
- Vida en el amor, (1970)
- Homenaje a los indios americanos, (1971)
- Cristianismo y Revolución, (1974)
- Cántico Cósmico (1990), um poema de 600 páginas
- Epigramas (2001)
- Thomas Merton, Ernesto Candeal: Correspondencia (1959-1968), (2003)
- El verso del pluriverso, (2005)
- El evangelio en Solentiname, (2006)[12]

## Biografia
- Paul W. Borgeson. Hacia el hombre nuevo, poesia e pensamiento de Ernesto Cardenal. Londres, Tamesis, 1984. ISBN 0-7293-0172-9.